# 江朝宗
江朝宗（1861年—1943年9月20日），原名雨丞，字朝宗，民国时改名宇澄，以字行，道号大中，斋名四勿轩。因排行第四，俗称江四、四先生。安徽省宁国府旌德县江村人，寄籍六安州麻埠镇（今属金寨县）。清末及中華民国政治人物。

## 生平

### 袁世凱的心腹
早年他因家贫弃学，入清末淮军将领刘铭传在麻埠镇开的“继勋典铺”为学徒。光绪十年（1884年）赴台湾，投奔驻守台湾的刘铭传，参与抗击法军的战斗。刘部克复基隆后，他升任海军管带。次年返中国内地。1894年甲午战争时，随袁世凯出关，负责前敌饷械及侦探敌情。1895年跟随袁世凯，参与创办北洋新军。1900年处理直隶地区义和团和教民之间纠纷案件。袁一時失势后，他投靠铁良，任陝西省漢中鎮正二品總兵。

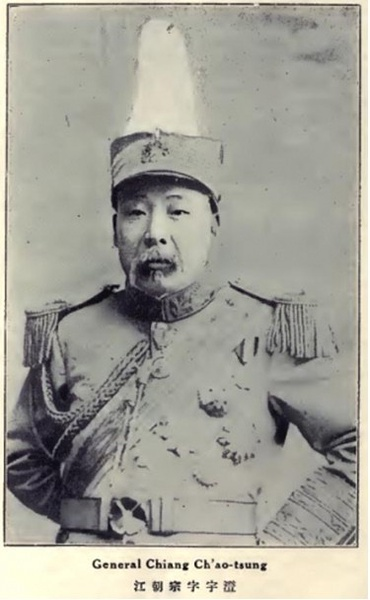
《中国名人录（第三版）》中的江朝宗

辛亥革命爆發後，江朝宗從陝西省逃到北京。江通過民政部侍郎趙秉鈞，在重新掌權的袁世凱手下任步軍参謀官。1913年（民国2年）7月，他署理步军统领衙门统领。翌年12月，他正式就任步军统领衙门统领。此後，他作爲袁的心腹活動。1915年12月袁世凯宣布恢复帝制，成立“登极大典筹备处”，江朝宗为该处成员之一。

### 代理国務總理
1917年（民国6年）5月23日，總統黎元洪免除段祺瑞總理職務，即日任命江朝宗、陳光遠二人為京津警備副司令（王士珍任司令），維持治安。北洋系督軍以段祺瑞被免職為藉口，群起獨立，黎元洪急請張勳入北京調停，但張勳以解散國會為條件，脅迫黎元洪，代理國務總理伍廷芳不肯副署解散國會，黎元洪只好在6月12日任命江朝宗代理國務總理，副署解散命令。6月24日，李經羲就任總理，同日江朝宗解除代理總理。
7月1日，張勳擁立溥儀復辟，江支持復辟，參加復辟會議，獲授步軍統領。稍後段祺瑞马厂誓师討伐張勳，江與段祺瑞聯絡。段祺瑞獲勝後，8月11日，江朝宗被免去步軍統領一職，只給他一個「迪威將軍」虛銜。
1918年（民国7年）10月，江朝宗任钱能訓内閣的防疫督辦。因瀆職、腐敗，他遭到輿論批判。1919年（民国8年），銭辞任。此後江朝宗和皖系糾合，1921年，江朝宗保荐许世英任安徽省省长，自己以“太上省长”自居。後來他還支持過吳佩孚的直系，企圖在政治上東山再起。最後以失敗告終。

### 北平市市長

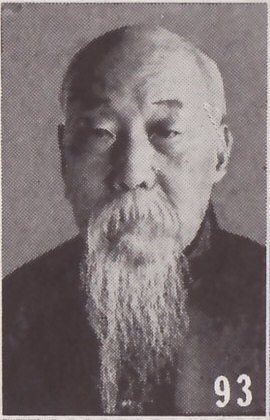
1940年前後的江朝宗

1937年（民国26年）7月七七事變爆發，江朝宗以日本軍為後盾，就任北平（北京）維持会会長兼特別市市長。同年12月王克敏成立中華民国臨時政府，江的北京市長一職被免去，北京維持会解散。江被任命為臨時政府委員，在與王克敏的鬥爭中處於下風，被迫下野。後來，江朝宗重回政界。汪精衛政權（南京国民政府）成立後，他任華北政務委員会委員。
1943年（民国32年）9月20日，死于北京。年八十三。

## 评价
袁世凯之子袁克文在《辛丙秘苑》一书中多次大力批判江朝宗，称江朝宗之喜功妄殺甚于陸建章，江朝宗之悖謬十倍于陸建章，江朝宗統領步軍，廣布爪牙，冤殺枉戮，不可數計，甚至打算冤殺一個十幾歲的孩子。